# Pellenes hedjazensis
Pellenes hedjazensis är en spindelart som beskrevs av Prószynski 1993. Pellenes hedjazensis ingår i släktet Pellenes och familjen hoppspindlar. Inga underarter finns listade i Catalogue of Life.